# Берлинская золотая шляпа

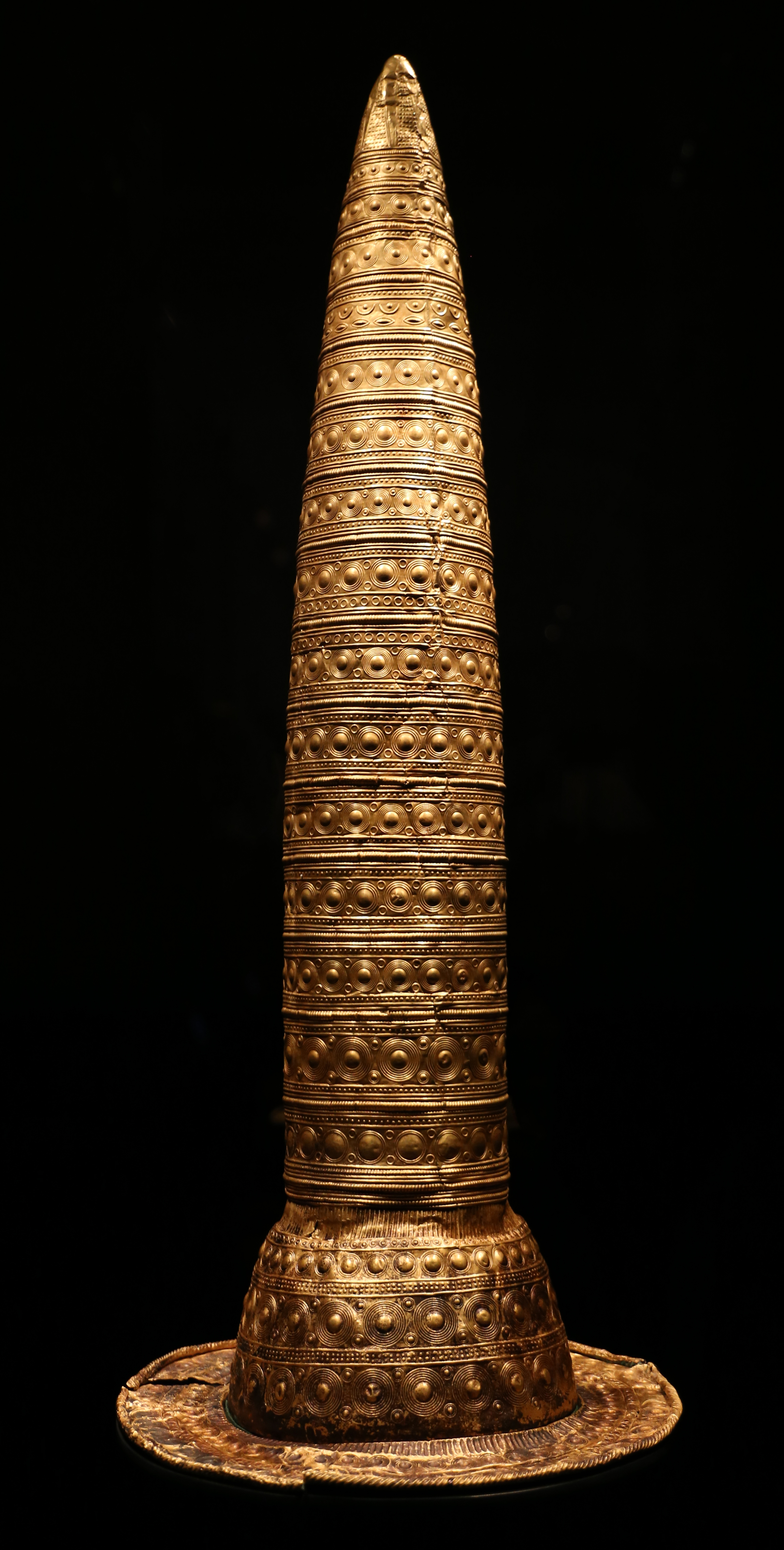

Берлинская золотая шляпа — артефакт культуры полей погребальных урн Бронзового века, изготовленный из тонкого листового золота, точнее, из сплава с содержанием золота 87,7 %, остальные элементы — серебро и незначительные примеси меди и цинка. Вероятнее всего, представляет собой наружное украшение головного убора с полями, состоявшего из органического материала и механически сохранявшего свою форму с помощью внешнего золотого покрытия. Высота предмета 745 мм.
Данная шляпа представляет собой лучше всего сохранившийся экземпляр из четырёх известных к настоящему моменту конусообразных бронзовых золотых шляп, обнаруженных в XIX и XX веках на территории южной Германии (шляпы из Бургтанна и Шифферштадта) и Франции (шляпа из Авантона) и находящихся в более-менее удовлетворительном состоянии.
В настоящее время считается, что подобные золотые шляпы служили для религиозных и культовых целей и использовались жрецами культа Солнца, широко распространённого в Европе позднего Бронзового века. Эта точка зрения обосновывается интерпретацией в качестве подобной шляпы изображения конусообразного предмета, обнаруженного на каменном диске в Чивикской гробнице на территории Сконе (южная Швеция) и представленного в однозначно религиозно-культовом контексте.
После частичной дешифровки орнамента конусообразным шляпам типа обнаруженной в Шифферштадте приписывают ныне, помимо культовых функций, разнообразные функции, связанные с календарём. Неизвестно, однако, использовались ли они именно как календарь или только для основных астрономических процедур.
В 1996 году берлинская золотая шляпа оказалась в музее доисторического периода и ранней истории в Берлине без какого-либо провенанса, являясь, по всей видимости, результатом незаконных археологических раскопок и будучи приобретённой после появления на рынке произведений искусства. На основании сравнения её орнамента с орнаментами других найденных артефактов, датировка изготовления которых может быть определена более точно, наиболее вероятным временем создания берлинской золотой шляпы считается период конца Бронзового века, примерно с 1000 до 800 годов до н. э. Изначальным местом её находки обычно считают южную Германию или Швейцарию.